# Frank Bramley
Frank Bramley (Sibsey, 6 de maio de 1857 – Chalford, 9 de agosto de 1915) foi um pintor pós-impressionista inglês da Escola de Newlyn.